# Provinz Rioja
Die Provinz Rioja ist eine von zehn Provinzen der Region San Martín in Nord-Peru. Sie hat eine Fläche von 2535 km². Beim Zensus 2017 wurden in der Provinz 125.913 Einwohner gezählt. Im Jahr 1993 lag die Einwohnerzahl bei 69.787, im Jahr 2007 bei 104.882. Die Provinzverwaltung befindet sich in der Kleinstadt Rioja.

## Geographische Lage
Die Provinz Rioja liegt im Nordwesten der Region San Martín. Ein Höhenkamm der peruanischen Ostkordillere mit dem Cerro de Campanario verläuft entlang der westlichen Provinzgrenze. Entlang der östlichen Provinzgrenze fließt der Oberlauf des Río Mayo in südöstlicher Richtung. Die Provinz hat eine Längsausdehnung in NW-SO-Richtung von etwa 108 km sowie eine maximale Breite von etwa 40 km.
Die Provinz Rioja grenzt im Osten an die Provinz Moyobamba sowie im Westen an die Provinzen Rodríguez de Mendoza, Chachapoyas und Bongará (alle drei in der Region Amazonas).

## Verwaltungsgliederung
Die Provinz Rioja ist in neun Distrikte unterteilt. Der Distrikt Rioja ist Sitz der Provinzverwaltung.
| Distrikt            | Verwaltungssitz   |
| ------------------- | ----------------- |
| Awajún              | Bajo Naranjillo   |
| Elías Soplín Vargas | Segunda Jerusalén |
| Nueva Cajamarca     | Nueva Cajamarca   |
| Pardo Miguel        | Naranjos          |
| Pósic               | Pósic             |
| Rioja               | Rioja             |
| San Fernando        | San Fernando      |
| Yorongos            | Yorongos          |
| Yuracyacu           | Yuracyacu         |